# کروزنهاگن
کروزنهاگن (به آلمانی: Krusenhagen) یک شهر در آلمان است که در نوردوست‌مکلنبورگ واقع شده‌است. کروزنهاگن ۵۳۱ نفر جمعیت دارد.